# Шушун (село)
Шушун (азерб. Şüşün) — село, центр муниципалитета в Кюрдамирском районе Азербайджана, к юго-западу от города Кюрдамир.

## География
Село расположено на Ширванской равнине, на левом берегу реки Кура.